# Campeonato Mundial de Clubes de Balonmano de 2014
El Campeonato Mundial de Clubes de Balonmano de 2014 (oficialmente IHF Super Globe 2014) fue la 8ª edición del Campeonato Mundial de Clubes de Balonmano. Fue celebrado en Doha, Catar en el Al-Gharafa Sala de S.D. del 7 al 12 de septiembre de 2014.
El FC Barcelona ganó el título por segunda vez consecutiva al derrotar al Al Sadd 34–26 en la final.

## Equipos
Los equipos que participaban eran los respectivos campeones continentales:
- HC Taubaté
- SG Flensburg-Handewitt
- El Jaish
- Al Sadd
- Al Ahli[3]
- FC Barcelona
- Espérance Túnez
- Sídney Universidad

## Sorteo

### Bombos
Los bombos fueron anunciados el 18 de junio siendo sorteo el 19 junio.
| Tarro 1                             | Tarro 2                  | Tarro 3            | Tarro 4                    |
| ----------------------------------- | ------------------------ | ------------------ | -------------------------- |
| FC Barcelona SG Flensburg-Handewitt | El Jaish Espérance Túnez | Al Sadd HC Taubaté | Al Ahli Sídney Universidad |

## Ronda preliminar
| Leyenda                          |
| -------------------------------- |
| Clasificado para las semifinales |

### Grupo A
| Pos | Equipo                 | J | G | E | P | GF | GC | Dif | Pts |
| --- | ---------------------- | - | - | - | - | -- | -- | --- | --- |
| 1   | SG Flensburg-Handewitt | 3 | 3 | 0 | 0 | 86 | 66 | +20 | 6   |
| 2   | El Jaish               | 3 | 2 | 0 | 1 | 89 | 79 | +10 | 4   |
| 3   | HC Taubaté             | 3 | 1 | 0 | 2 | 78 | 91 | -13 | 2   |
| 4   | Al Ahli                | 3 | 0 | 0 | 3 | 69 | 86 | -17 | 0   |

| Fecha           | Lugar                       | Local                  | Resultado | Visitante              |
| --------------- | --------------------------- | ---------------------- | --------- | ---------------------- |
| 7 de septiembre | Al-Gharafa Sports Club Hall | SG Flensburg-Handewitt | 28-22     | HC Taubaté             |
| 7 de septiembre | Al-Gharafa Sports Club Hall | El Jaish               | 28-23     | Al Ahli                |
| 8 de septiembre | Al-Gharafa Sports Club Hall | HC Taubaté             | 27-37     | El Jaish               |
| 8 de septiembre | Al-Gharafa Sports Club Hall | Al Ahli                | 20-29     | SG Flensburg-Handewitt |
| 9 de septiembre | Al-Gharafa Sports Club Hall | SG Flensburg-Handewitt | 29-24     | El Jaish               |
| 9 de septiembre | Al-Gharafa Sports Club Hall | HC Taubaté             | 29-26     | Al Ahli                |

### Grupo B
| Pos | Equipo             | J | G | E | P | GF  | GC | Dif | Pts |
| --- | ------------------ | - | - | - | - | --- | -- | --- | --- |
| 1   | Barcelona          | 3 | 3 | 0 | 0 | 105 | 66 | +39 | 6   |
| 2   | Al Sadd            | 3 | 2 | 0 | 1 | 87  | 86 | +1  | 4   |
| 3   | Espérance de Tunis | 3 | 1 | 0 | 2 | 81  | 87 | -6  | 2   |
| 4   | Sydney University  | 3 | 0 | 0 | 3 | 69  | 86 | -17 | 0   |

| Fecha           | Lugar                       | Local              | Resultado | Visitante          |
| --------------- | --------------------------- | ------------------ | --------- | ------------------ |
| 7 de septiembre | Al-Gharafa Sports Club Hall | Espérance de Tunis | 29-20     | Sídney University  |
| 7 de septiembre | Al-Gharafa Sports Club Hall | Barcelona          | 34-25     | Al Sadd            |
| 8 de septiembre | Al-Gharafa Sports Club Hall | Sídney University  | 18-34     | Barcelona          |
| 8 de septiembre | Al-Gharafa Sports Club Hall | Al Sadd            | 30-29     | Espérance de Tunis |
| 9 de septiembre | Al-Gharafa Sports Club Hall | Barcelona          | 37-23     | Espérance de Tunis |
| 9 de septiembre | Al-Gharafa Sports Club Hall | Al Sadd            | 32-23     | Sídney University  |

## Knockout Etapa

### Eliminatorias por los puestos 5-8
|  | 5 al 8 Semifinal   | 5 al 8 Semifinal   |    |                   | 5 y 6 puesto     | 5 y 6 puesto |  |
|  |                    |                    |    |                   |                  |              |  |
|  |                    |                    |    |                   |                  |              |  |
|  | 11 de septiembre   |                    |    |                   |                  |              |  |
|  | HC Taubaté         | 23                 |    |                   |                  |              |  |
|  | Sídney University  | 15                 |    |                   |                  |              |  |
|  |                    |                    |    |                   |                  |              |  |
|  |                    |                    |    |                   | 12 de septiembre |              |  |
|  |                    |                    |    |                   | HC Taubaté       | 31           |  |
|  |                    | Espérance de Tunis | 32 |                   |                  |              |  |
|  |                    |                    |    |                   |                  |              |  |
|  |                    |                    |    |                   |                  |              |  |
|  |                    |                    |    |                   | 7 y 8 puesto     |              |  |
|  | 11 septiembre      | 11 septiembre      |    | 12 de septiembre  | 12 de septiembre |              |  |
|  | Al Ahli            | 22                 |    | Sídney University | 24               |              |  |
|  | Espérance de Tunis | 38                 |    |                   | Al Ahli          | 25           |  |

### Eliminatorias por el campeonato
|  | Semifinales            | Semifinales   |    |                  | Final                  | Final |  |
|  |                        |               |    |                  |                        |       |  |
|  |                        |               |    |                  |                        |       |  |
|  | 11 de septiembre       |               |    |                  |                        |       |  |
|  | Al Sadd                | 27            |    |                  |                        |       |  |
|  | SG Flensburg-Handewitt | 26            |    |                  |                        |       |  |
|  |                        |               |    |                  |                        |       |  |
|  |                        |               |    |                  | 12 de septiembre       |       |  |
|  |                        |               |    |                  | Al Sadd                | 26    |  |
|  |                        | Barcelona     | 34 |                  |                        |       |  |
|  |                        |               |    |                  |                        |       |  |
|  |                        |               |    |                  |                        |       |  |
|  |                        |               |    |                  | Final de consolación   |       |  |
|  | 11 septiembre          | 11 septiembre |    | 12 de septiembre | 12 de septiembre       |       |  |
|  | El Jaish               | 29            |    | El Jaish         | 17                     |       |  |
|  | Barcelona              | 39            |    |                  | SG Flensburg-Handewitt | 27    |  |

## Clasificación final
| 1 | FC Barcelona        |
| 2 | Al Sadd             |
| 3 | Flensburg-Handewitt |
| 4 | El Jaish            |
| 5 | Espérance de Túnez  |
| 6 | HC Taubaté          |
| 7 | Al Ahli             |
| 8 | Sídney Universidad  |